# 晁端礼
晁端礼（1046年—1113年），一名元礼，字次鹰，开德府清丰县（今河南濮陽）人，北宋詞人。神宗熙宁六年（1073年）中进士。曾擔任单州成武主薄、瀛州防御推官、泰宁军节度推官、知大名府莘县事。後來一度被罷免。徽宗政和三年（1113年），受宰相蔡京举荐回到京城，他向朝廷進貢《并蒂芙蓉》词，之後任承事郎、大晟府协律。他著有《闲适集》，不過沒有流傳下來。